# Понеділок Гензеля
У Шотландії Понеділок Гензеля (англ. Handsel Monday, Hansel Monday) — перший понеділок року. Традиційно в цей час роздаються подарунки (шотл. Hansels).
Серед сільського населення Шотландії Старий понеділок Гензеля традиційно відзначається в перший понеділок після 12 січня. Цей звичай відображає небажання переходити від старого (юліанського) стилю календаря до нового (григоріанського) календаря.

## Історія
Слово «гензель» походить від старосаксонського слова, яке означає «передати в руки». Це стосується невеликих чайових і грошових подарунків, які даються як знак удачі, особливо на початку чогось; гарним прикладом буде сучасний подарунок на новосілля буде. Глосарій 1825 року відзначає понеділок Ганселя як випадок, «коли прийнято робити подарунки дітям і слугам». У цей день слуги чекали невеликих подарунків, а також на них сподівалися листоноші, рознощики газет, смітники та всі люди, які прислуговували в будинку.
Так він дещо схожий на День подарунків, який згодом його витіснив. Якщо подарунок був фізичним об'єктом, а не грошима, традиція стверджувала, що предмет не може бути гострим, інакше він «розірве» стосунки між дарувальником і одержувачем. День відомий шотландською гельською як Diluain Traoighte (сухий понеділок).
Цей звичай був також відомий як «передача гаманця». Новий гаманець нікому не подарують, не поклавши в нього грошей на щастя. Гроші, отримані під час Гензеля, повинні забезпечити грошову удачу на весь рік.
Варто згадати, що один Вільям Гантер, вугальщик (мешкає в парафії Тіллікултрі, у Клакманнанширі), вилікувався в 1738 році від запеклого ревматизму або подагри, пивши свіжий ель, повний хмелю або дріжджів. Бідний чоловік був прикутий до ліжка протягом півтора року, майже повністю втративши можливість користуватися своїми кінцівками. Увечері «понеділка Ганзеля», як його називають, деякі з його сусідів прийшли повеселитися з ним. Хоча він не міг підвестися, він завжди приймав свою частку елю, коли він обходив компанію, і врешті він сильно сп’янів... Наслідком цього було те, що наступного ранку він користувався своїми кінцівками і міг ходити. Він прожив понад двадцять років після цього, і жодного разу не відчув найменшого повернення своїх старих болячок.— Sinclair, Statistical Account of Scotland, 1792, xv., note on p. 201.
Період урочистостей, що триває від Різдва до понеділка Гензеля, включаючи Гоґманай і День нового року, відомий як Дафтдей.